# Burgstall Eppishausen
Der Burgstall Eppishausen liegt auf der gleichen Erhebung in der Gemeinde Eppishausen im Landkreis Unterallgäu (Bayern) wie die Kirche St. Michael und ist ein eingetragenes Bodendenkmal. Das herrschaftliche Haus befand sich südlich des Chores der bestehenden Kirche. Es wurde zwischen 1475 und 1479 von Ulrich von Tanneck († 1513) erbaut. Der Enkel Ulrich von Tannecks, Hans Michael, veräußerte den Ort 1540 an Hans Walther von Hürnheim zu Kirchheim. Damit ging der Ort 1551 an die Fugger über. Noch im 18. Jahrhundert diente das Schlösschen als herrschaftliches Jägerhaus. Der Abbruch erfolgte vermutlich gegen Ende des 18. Jahrhunderts. G. Kornmann schreibt in den Nachrichten von Ursberg, 1804, das Schloß lag nicht weit von der Kirche rechts gegen den Aufgang auf einer Anhöhe und war mit einer weitschichtigen Mauer umgeben, wovon ein Theil erst vor 6 Jahren eingerissen worden ist.